# Swordfishtrombones
Swordfishtrombones — сьомий студійний альбом автора-виконавця Тома Вейтса, виданий у 1983 році.

## Про альбом
Перший альбом на лейблі Island Records та перший альбом, спродюсований Томом самостійно. Swordfishtrombones став новою віхою в музичній кар'єрі Вейтса. На цьому альбомі він відходить від звичного фортепіано в супроводі струнного оркестру та заміняє його на безліч екзотичних інструментів, прозваних їм «junkyard orchestra», тобто «оркестр-звалище». Тексти пісень стають більш абстрактними. Джаз та блюз з елементами фолку та рока відходять на другий план, новий жанр Тома визначений як експериментальний рок, оскільки його нова музика не схожа ні на один з рок-жанрів в чистому вигляді. Swordfishtrombones був визнаний багатьма критиками як один з найкращих альбомів Вейтса, наприклад, журнал Spin поставив його на друге місце у списку «25-ти найбільших альбомів усіх часів».

## Список композицій
| Перша сторона | Перша сторона                       | Перша сторона |
| #             | Назва                               | Тривалість    |
| ------------- | ----------------------------------- | ------------- |
| 1.            | «Underground»                       | 1:58          |
| 2.            | «Shore Leave»                       | 4:12          |
| 3.            | «Dave the Butcher»                  | 2:15          |
| 4.            | «Johnsburg, Illinois»               | 1:30          |
| 5.            | «16 Shells From A Thirty-Ought-Six» | 4:30          |
| 6.            | «Town with No Cheer»                | 4:22          |
| 7.            | «In the Neighborhood»               | 3:04          |

| Друга сторона | Друга сторона                     | Друга сторона |
| #             | Назва                             | Тривалість    |
| ------------- | --------------------------------- | ------------- |
| 1.            | «Just Another Sucker on the Vine» | 1:42          |
| 2.            | «Frank's Wild Years»              | 1:50          |
| 3.            | «Swordfishtrombone»               | 3:00          |
| 4.            | «Down, Down, Down»                | 2:10          |
| 5.            | «Soldier's Things»                | 3:15          |
| 6.            | «Gin Soaked Boy»                  | 2:20          |
| 7.            | «Trouble's Braids»                | 1:18          |
| 8.            | «Rainbirds»                       | 3:05          |

## Учасники запису
- Том Вейтс — вокал, орган Хаммонда, фортепіано, фісгармонія, синтезатор, дзвін Свободи
- Віктор Фелдман — марімба, шейкер, великий барабан, барабанне гальмо, малий барабан, орган Хаммонда, дзвони, Конга, дарбука, бубон, барабан, що говорить[ru]
- Ларрі Тейлор — акустична бас-гітара, електронна бас-гітара
- Ренді Алдкрофт — тромбон
- Стівен Тейлор Арвіцу Ходжес — барабани, парадний барабан, тарілка, скляна гармоніка
- Фред Таккетт — електрогітара, банджо
- Франсіс Тамм — скляна гармоніка
- Грег Коен — бас-гітара, акустична бас-гітара
- Джо Романо — тромбон, труба
- Ентоні Кларк Стюарт — волинка
- Кларк Спанглер — синтезатор
- Білл Річенбеч — тромбон
- Дік «Слайд» Хайд — тромбон
- Ронні Баррон — орган Хаммонда
- Ерік Бікалес — орган
- Карлос Гітарлос — електрогітара
- Річард Гіббс — скляна гармоніка

## Позиції в чартах
| Чарт (1983)                    | Найвища позиція |
| ------------------------------ | --------------- |
| Dutch Top 100                  | 48              |
| UK Albums Chart                | 62              |
| US Billboard 200               | 167             |
| Чарт (1984)                    | Найвища позиція |
| New Zealand RIANZ Albums Chart | 45              |
| Norwegian Albums Chart         | 18              |